# Sam Johnson (rugby à XV)
Pour les articles homonymes, voir Johnson et Sam Johnson.

a Compétitions nationales et continentales officielles uniquement.

b Matchs officiels uniquement.
Dernière mise à jour le 13 juin 2023.
Sam Johnson, né le 19 juin 1993 à Dysart (Queensland, Australie), est un joueur australien de rugby à XV  mais représentant l'Écosse au niveau international. Il joue au poste de centre.

## Carrière
Né et élevé en Australie, Sam Johnson y fait ses premiers pas dans le rugby à XV. Mais sa carrière professionnelle reste bloquée avec deux apparitions en tant que remplaçant pour les Queensland Reds dans le Super Rugby. A l'échelon inférieur, il représente l'équipe de Queensland Country en NRC, mais fait seulement cinq apparitions.
Sa carrière professionnelle décolle en 2015, lorsqu'il signe un contrat avec l'équipe écossaise des Glasgow Warriors, récente vainqueur du Pro12. Il y multiplie les sélections et se fait remarquer par l'encadrement de l'équipe d'Écosse. Bien que n'ayant pas d'origine écossaise, il bénéficie du règlement autorisant un joueur à représenter son pays d'adoption après trois années passées à jouer pour un club du pays. Dès 2018, il est appelé pour préparer la tournée de novembre. Il est finalement retenu pour disputer le Tournoi des Six Nations 2019, où il fait son début international contre l'Italie. Il marque son premier essai international lors du match suivant contre l'Irlande. Il est par la suite retenu parmi les 31 joueurs allant disputer la Coupe du monde 2019.
Courant juin 2023, il est annoncé qu'il rejoint le club du CA Brive évoluant en Pro D2 à partir de la saison 2023-2024.

## Palmarès
- Pro14
  - Finaliste (2019)